# Armenokhórion
Armenokhórion (Armenochori) är en ort i Grekland.   Den ligger i prefekturen Nomós Florínis och regionen Västra Makedonien, i den norra delen av landet, 400 km nordväst om huvudstaden Aten. Armenokhórion ligger 615 meter över havet och antalet invånare är 986.
Terrängen runt Armenokhórion är platt åt nordost, men åt sydväst är den kuperad. Runt Armenokhórion är det ganska glesbefolkat, med 25 invånare per kvadratkilometer. Närmaste större samhälle är Florina, 4,9 km sydväst om Armenokhórion. Trakten runt Armenokhórion består till största delen av jordbruksmark.